# Куриловка (село, Вольский район)
Курил́овка — село в Вольском районе Саратовской области. Административный центр Куриловского муниципального образования.

## География
Село находится в западной части района, при впадении реки Казанла в Терешку, на расстоянии 32 км к северо-западу от города Вольск, административного центра района.

### Часовой пояс
Село Куриловка, как и вся Саратовская область, находится в часовой зоне МСК+1. Смещение применяемого времени относительно UTC составляет +4:00.

## История
Основано в XVII веке. В конце XVIII века основным названием села было Архангельское, что говорит о том, что здесь была церковь во имя Архистратига Михаила. В 1859 году в селе насчитывалось 209 дворов, 1379 жителей, в 1910 году — 176 дворов и 1034 жителя. В советское время работали колхозы им. Ленина и «Заветы Ильича», птицефабрика, кирпичный завод, завод по изготовлению костной муки.

## Население
| 2002 | 2010 |
| ---- | ---- |
| 911  | ↗937 |

### Национальный состав
Согласно результатам переписи 2002 года, в национальной структуре населения русские составляли 89 % из 911 чел.

## Улицы
| - ул. Заводская, - ул. Комсомольская, - ул. Ленина, - ул. Новая, | - ул. Полевая, - ул. Садовая, - ул. Саратовская. |

## Инфраструктура
В селе действуют средняя школа, детский сад, дом культуры, отделение связи, фельдшерско-акушерский пункт.